# Vinary, Hradec Králové
Vinary là một làng thuộc huyện Hradec Králové, vùng Královéhradecký, Cộng hòa Séc.